# Todd Young
Todd Christopher Young (Lancaster, 24 agosto 1972) è un politico e militare statunitense, senatore per lo stato dell'Indiana dal 2017 e in precedenza membro della Camera dei Rappresentanti per lo stesso stato dal 2011 al 2017.

## Biografia
Nato in Pennsylvania, Young crebbe in Indiana e dopo il liceo si arruolò nella marina statunitense per poi entrare nei marines. Tra il 1995 e il 2000 fu impegnato in svariate operazioni militari e nel 1998 venne trasferito a Chicago, dove frequentò l'università locale.
Dopo essersi congedato con il grado di capitano andò a studiare in alcune scuole europee (ad esempio a Londra e in Germania) per poi trasferirsi nell'Indiana dove aveva ottenuto un incarico come professore aggiunto per la cattedra di affari pubblici. Nel frattempo si laureò in legge alla IUPUI e quindi intraprese la professione di avvocato, arrivando a ricoprire la carica di viceprocuratore della Contea di Orange.
In seguito si trasferì a Washington, dove lavorò come collaboratore del senatore repubblicano Dick Lugar e si dedicò alla politica fino ad arrivare a candidarsi alla Camera dei Rappresentanti nel 2010. Young affrontò il deputato democratico in carica Baron Hill e riuscì a sconfiggerlo con un margine di scarto minimo.
Due anni dopo Young chiese la rielezione e la ottenne, sconfiggendo l'ex reginetta di bellezza Shelli Yoder.
Nel 2016 si candidò al Senato per il seggio lasciato da Dan Coats: dopo aver vinto le primarie repubblicane superando il collega Marlin Stutzman, Young riuscì a sconfiggere nelle elezioni generali l'ex senatore e governatore democratico Evan Bayh.